# Cerknica (municipio)
Cerknica es un municipio de Eslovenia, situado en el suroeste del país, en la región de Litoral-Carniola Interior. Su capital es Cerknica.
En 2018 tiene 11 491 habitantes.
El municipio comprende las localidades de Beč, Bečaje, Begunje pri Cerknici, Bezuljak, Bločice, Bloška Polica, Brezje, Cajnarje, Cerknica (la capital), Čohovo, Dobec, Dolenja vas, Dolenje Jezero, Dolenje Otave, Gora, Gorenje Jezero, Gorenje Otave, Goričice, Grahovo, Hribljane, Hruškarje, Ivanje selo, Jeršiče, Korošče, Koščake, Kožljek, Kranjče, Kremenca, Krušče, Kržišče, Laze pri Gorenjem Jezeru, Lešnjake, Lipsenj, Mahneti, Martinjak, Milava, Osredek, Otok, Otonica, Pikovnik, Pirmane, Podskrajnik, Podslivnica, Ponikve, Rakek, Rakov Škocjan, Ravne, Reparje, Rudolfovo, Selšček, Slivice, Slugovo, Stražišče, Sveti Vid, Štrukljeva vas, Tavžlje, Topol pri Begunjah, Unec, Zahrib, Zala, Zelše, Zibovnik, Žerovnica y Župeno.